# Alcidae
Alcidae e o familie de păsări din ordinul Charadriiformes. Ele sunt similare pinguinului datorită penajului lor alb-negru. Cu toate acestea, ele nu sunt strâns legate de pinguini, ci mai degrabă sunt un exemplu de evoluție moderată convergentă. În contrast cu pinguinii, păsările din familia Alcidae pot zbura. Aceste păsări sunt bune înotătoare, însă mersul lor pe sol este neîndemânatic. Datorită aripilor scurte, ele trebuie să bată de multe ori din aripi pentru a zbura. Mărimea lor variază, pornind de la 85 grame și 15 cm, până la 1 kg și 45 cm.
Păsările din familia Alcidae trăiesc în apă și ies pe uscat pentru a se reproduce, cu toate că unele specii, cum e Uria aalge, petrec mai multă vreme pe uscat pentru apărarea cuibului de alți potențiali dușmani. Familia conține 25 de specii existente sau recent dispărute care sunt împărțite în 11 genuri. Alcidele se găsesc în întreaga emisferă nordică.

## Taxonomie
Numele de familie Alcidae provine de la genul Alca, dat de Carl Linnaeus în 1758 pentru Alca torda, din cuvântul norvegian alke.

## Hrănire și ecologie
Comportamentul hrănirii este adesea comparat cu cel a pinguinilor; au același sistem „aripă propulsată”. În regiunea unde trăiesc păsările familiei Alcidae, doar cormoranii mai fac concurență pentru hrană, însă păsările familiei Alcidae tind să se hrănească mai în larg. Deși au forma pinguinilor, ele au abilitate de a zbura, și o mobilitate mai mare pe teren. Aripile lor sunt un compromis între designul cel mai bun pentru scufundare, și minimul necesar pentru zbor, fiind nefolositoare pe sol.

## Clasificare

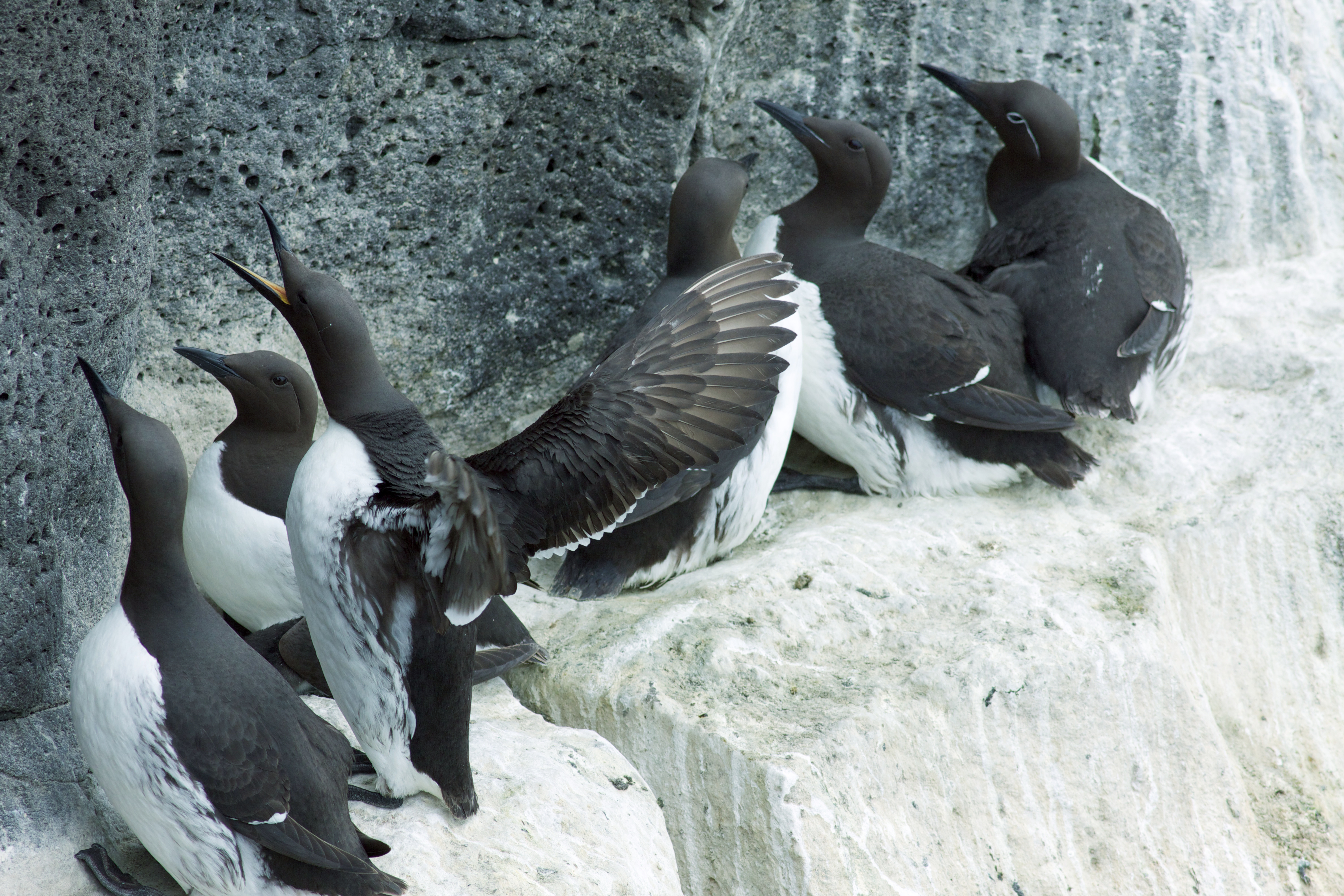
Alcă nordică (Uria aalge)

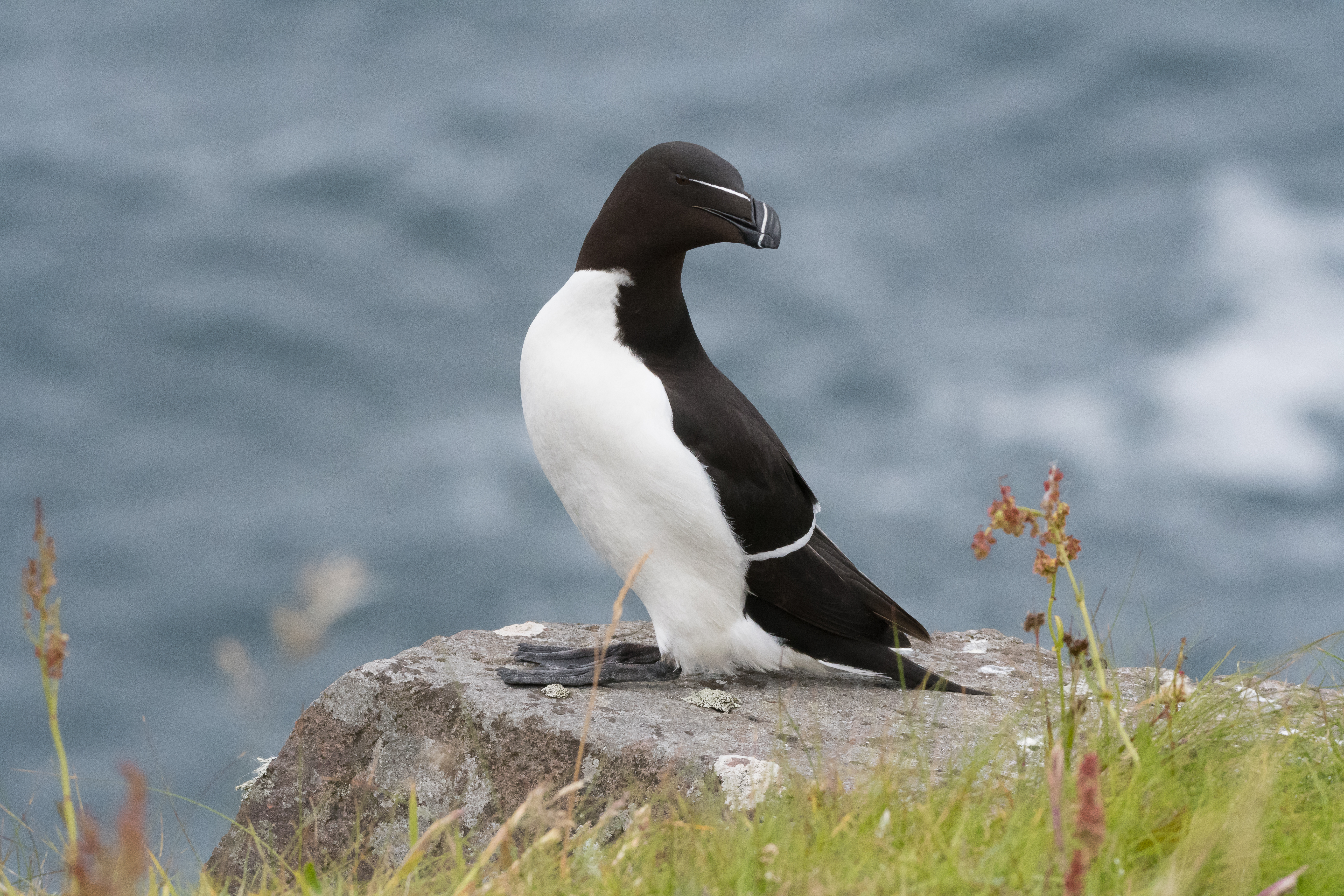
Alcă atlantică (Alca torda)

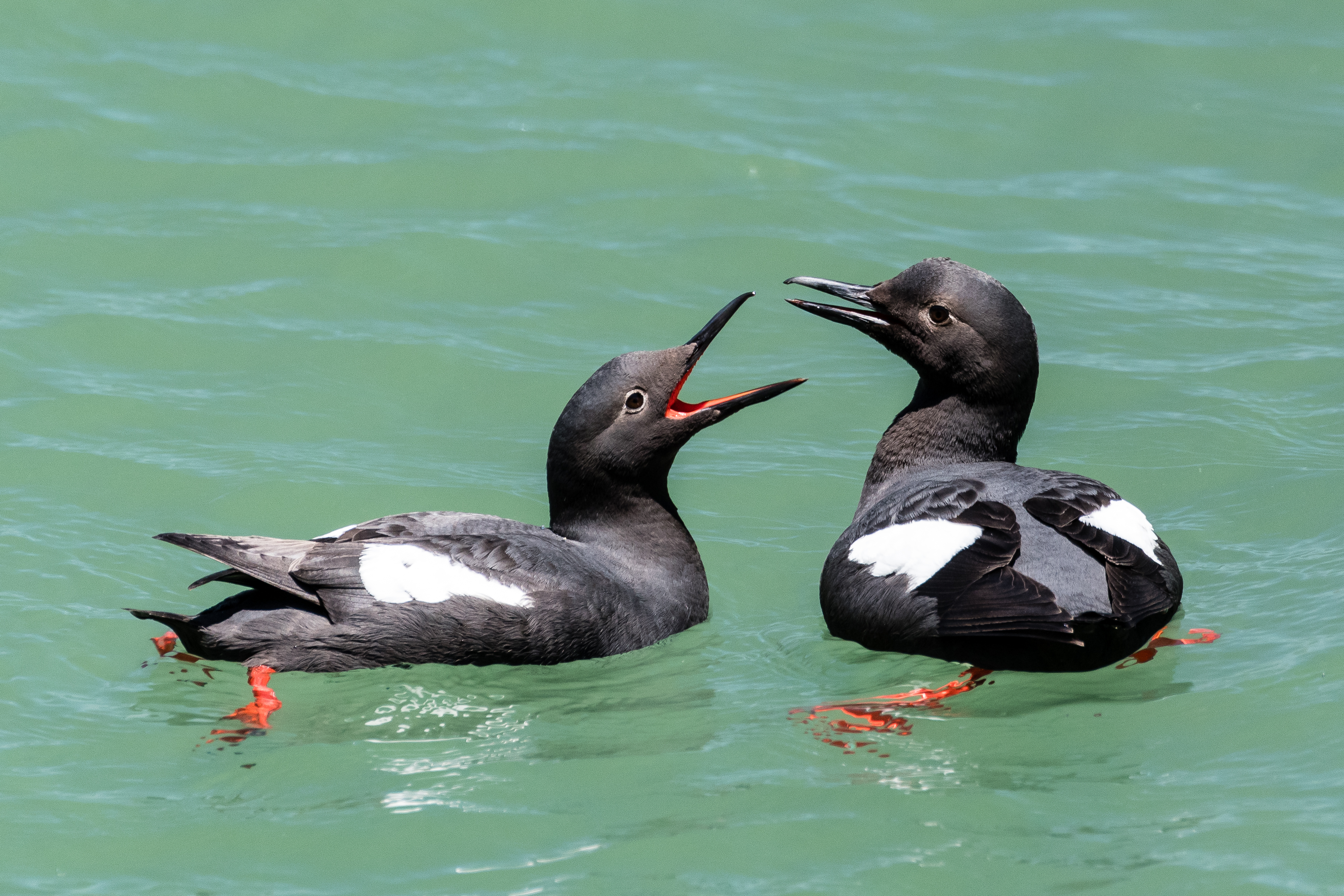
Cepphus columba

Familia conține 25 de specii existente sau recent dispărute care sunt împărțite în 11 genuri.
- Subfamilia Alcinae
  - Genul Uria
    - Uria aalge – alcă nordică
    - Uria lomvia – alcă polară

  - Genul Alle
    - Alle alle – alcă mică

  - Genul Pinguinus
    - Pinguinus impennis (extinct, c.1844) – marele pinguin nordic

  - Genul Alca
    - Alca torda – alcă atlantică

  - Genul Synthliboramphus
    - Synthliboramphus scrippsi
    - Synthliboramphus hypoleucus
    - Synthliboramphus craveri
    - Synthliboramphus antiquus
    - Synthliboramphus wumizusume

  - Genul Cepphus
    - Cepphus grylle – alcă cu oglindă
    - Cepphus columba
    - Cepphus carbo

  - Genul Brachyramphus
    - Brachyramphus marmoratus
    - Brachyramphus perdix
    - Brachyramphus brevirostris
- Subfamilia Fraterculinae
  - Genul Ptychoramphus
    - Ptychoramphus aleuticus

  - Genul Aethia
    - Aethia psittacula
    - Aethia cristatella
    - Aethia pygmaea
    - Aethia pusilla

  - Genul Cerorhinca
    - Cerorhinca monocerata

  - Genul Fratercula
    - Fratercula arctica – papagal de mare
    - Fratercula corniculata
    - Fratercula cirrhata